# Sangala suavaria
Sangala suavaria là một loài bướm đêm trong họ Geometridae.